# Augusto di Senarclens de Grancy
Augusto di Senarclens de Grancy (Etoy, 19 agosto 1794 – Seeheim-Jugenheim, 3 ottobre 1871) è stato un funzionario tedesco.
Si ritiene che egli sia il possibile, vero padre dei principi Alessandro e Maria d'Assia-Darmstadt e dunque autentico capostipite della casata di Battenberg/Mountbatten.

## Biografia
Egli divenne gran maestro delle stalle del granduca d'Assia-Darmstadt,  maggior generale e cavaliere d'onore e devozione nell'ordine di Malta.
Nel 1820 Luigi II acquistò a favore di Senarcles-Grancy, suo ciambellano, l'area di Heiligenberg, vicino a Jugenheim. Dopo l'acquisto la granduchessa Guglielmina non visse più a lungo con il marito, da cui non aveva avuto più figli dal 1809. All'epoca si sospettò fortemente che Senarclens-Grancy fosse il reale padre degli ultimi quattro figli di Guglielmina, e la questione venne dettagliatamente discussa nella corrispondenza di molti ministri, ambasciatori e sovrani, tra cui la regina Vittoria e lo zar Nicola I. Infatti, quella che poteva apparire una questione di secondo piano assurse grande importanza allorché nel 1838 lo zarevic Alessandro, che stava visitando le corti europee alla ricerca di una moglie, s'innamorò della quattordicenne Maria, e volle sposarla. La zarina Alessandra Feodorovna, sua madre, s'oppose a tale progetto proprio a causa delle dubbie origini di Maria. Tuttavia Alessandrò insistette, ed ottenne infine il permesso di sposare Maria.
Si ritiene che Senarclens-Grancy sia il padre dei seguenti figli di Guglielmina:
- Un bambino/a senza nome (nato/a e morto/a nel 1820)
- Elisabetta Carolina (1821–1826)
- Alessandro (1823–1888), più tardi principe di Battenberg, sposò nel 1851 Julia von Hauke (1825–1895), divenuta contessa di Battenberg nel 1851 e principessa di Battenberg nel 1858

- Maria (1824–1880), sposò nel 1841 Alessandro II di Russia (1824 – 1880).

Alessandro e Maria furono gli unici a sopravvivere all'infanzia. Per evitare uno scandalo, Luigi II li riconobbe come propri figli, relegandoli tuttavia ad Heiligenberg, dove vennero cresciuti da appositi precettori e governanti, mentre il duca risiedeva a Darmstadt.
Dal canto suo, Senarclens-Grancy sposò dopo il 1836 la contessa Luisa di Otting und Fünfstetten, da cui ebbe due figli, Alberto e Luigi.